# Batalla de Al Yauf
La batalla de Al Yauf fue un enfrentamiento entre las tropas leales al líder libio Muamar el Gadafi y sus opositores por el control del pueblo de Al Yauf y sus alrededores, durante la Guerra de Libia de 2011.

## Desarrollo de la batalla
A comienzos de abril las tropas leales a Gadafi sitiaron Al Yauf, un pueblo que se hallaba en manos rebeldes desde el inicio de la rebelión. Tras fuertes combates, el 28 de abril la televisión estatal libia informó de que Al Yauf estaba completamente en manos de Gadafi, pero por el momento no hubo confirmación independiente. El 1 de mayo se confirmó de que, si bien las tropas de Gadafi estaban ganando la batalla, los rebeldes aún tenían en su poder una cuarta parte de la ciudad. El Consejo Nacional de Transición anunció que estaban enviando tropas a la región de Kufra para ayudar a los rebeldes de Al Yauf. El 7 de mayo de 2011 los rebeldes anunciaron que habían recuperado la ciudad, pero que los leales seguían en las afueras.